# Kaltenborn
Kaltenborn é um município da Alemanha localizada no distrito de Ahrweiler, na associação municipal de Verbandsgemeinde Adenau, no estado da Renânia-Palatinado.

## Demografia
Evolução da população (em 31 de dezembro de cada ano):
| - 1815 – 112 - 1835 – 145 - 1871 – 101 - 1905 – 103 - 1939 – 472 - 1950 – 272 | - 1961 – 373 - 1965 – 389 - 1970 – 388 - 1975 – 381 - 1980 – 357 - 1985 – 347 | - 1987 – 343 - 1990 – 352 - 1995 – 393 - 2000 – 408 - 2005 – 421 |

 Fonte: Statistisches Landesamt Rheinland-Pfalz